# 丹波新聞
丹波新聞（たんばしんぶん）は、丹波新聞社が兵庫県の丹波地方を中心に発行している日本の新聞である。県内の一部地域をエリアとしながら戦前からの歴史を持つのが特色。

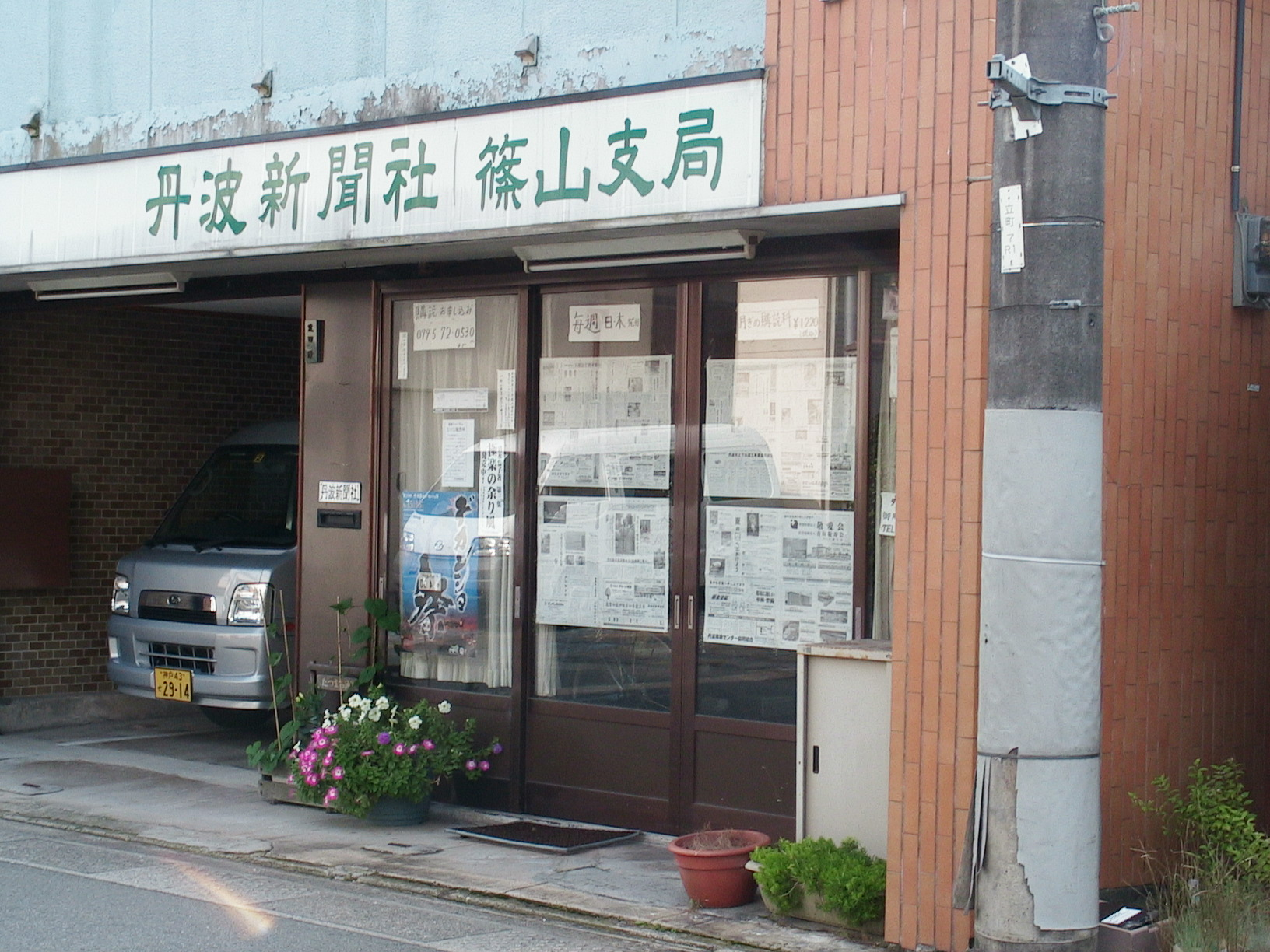
丹波新聞社篠山支局

## 概要
週2回（日曜日と木曜日）発行している。部数は13,500。地域内の読者普及率は30-50%。取材エリアは丹波市と丹波篠山市で、それぞれ丹波市版と丹波篠山市版が存在する。題字には、横棒が一本多い「新」の本字（ / 𣂺）を使用している。

## 本社・支局
- 本社：兵庫県丹波市柏原町柏原201
- 篠山支局：兵庫県丹波篠山市立町95-2

## 沿革
- 1924年（大正13年） - 「丹陽新聞」の名で政党地方支部の機関紙として創刊。
- 1929年（昭和3年） - 経営難に陥った「丹陽新聞」を、丹波新聞初代社主となる小田嘉市郎が買収。商業紙として再発足。
- 1941年（昭和16年） - 戦時体制のため休刊。
- 1947年（昭和22年） - 復刊。

## 同新聞を取り上げたメディア作品
- NHKラジオ第1放送・NHK-FM放送「ラジオ深夜便・あすへのことば」（2012年3月17日深夜=3月18日未明）

「ふるさと新聞の88年」というテーマで、同社会長・小田晋作が話した。